# 俞鴻馨
俞鴻馨，浙江嘉興府海鹽縣人，清朝政治人物。進士出身。
康熙六十年（1721年），登進士，改庶吉士。雍正二年，擔任冀州知州。後改任磁州知州。